# Jacques Dessemme
Jacques Dessemme, né le 16 septembre 1925 à Bellegarde-sur-Valserine (Ain) et mort le 23 mars 2019 à Saint-Julien-en-Genevois, est un joueur français de basket-ball, évoluant au poste d'arrière.

## Biographie
Jacques Dessemme évolue durant toute sa carrière aux Enfants de la Valserine de Bellegarde. Il est à trois reprises meilleur marqueur du championnat de France (en 1950, en 1951 et en 1953).
Il joue pour l'équipe de France de 1948 à 1956, participant à deux championnats du monde, à trois championnats d'Europe et aux Jeux olympiques d'été de 1952.
Considéré comme le meilleur joueur européen au début des années 1950, Dessemme est le premier scoreur du basket français. Son tir, qu'il tente régulièrement du bord de la touche, sauva la France à de multiples occasions, comme face à la Belgique en décembre 1951, match lors duquel il marque 30 des 54 points français.

## Palmarès
Équipe de France
- 76 sélections entre 1948 et 1956
- Jeux olympiques
  - 8e en 1952 à Helsinki
- Championnat du monde
  - 4e en 1954
  - 6e en 1950
- Championnat d'Europe
  -  2e en 1949
  -  3e en 1951
  -  3e en 1953.

Distinctions individuelles
- Élu membre de l'Académie du basket-ball français en 2005
- Médaille d'or de la Fédération française de basket-ball en 1989.

## Décorations
- Chevalier de l'ordre national du Mérite Il est fait chevalier à titre posthume le 29 mai 2019[3].

## Sources
- Fiche de Jacques Dessemme sur le site des Internationaux et Internationales Français de Basket-Ball